# Como tú lo soñaste
Como tú lo soñaste es una película en blanco y negro de Argentina dirigida por Lucas Demare según el guion de Homero Manzi sobre el libro Un día de octubre de Georg Kaiser que se estrenó el 14 de agosto de 1947 y que tuvo como protagonistas a Mirtha Legrand, Francisco Petrone, Sebastián Chiola, Guillermo Battaglia y Juana Sujo. Primeramente iba a llamarse Un día de octubre.

## Sinopsis
Una joven imagina que el hijo nacido de una noche de amor con un carnicero es de un músico del que está enamorada.

## Reparto
- Francisco Petrone ...Juan Marcos Marrien
- Sebastián Chiola ...Felipe
- Guillermo Battaglia ...Ernesto Lacoste
- Juana Sujo ...Julieta
- Federico Mansilla
- Enrique Chaico
- Teresa Serrador ...Martha
- Diana Montes
- José María Gutiérrez ...Juan Sebastian
- Mirtha Legrand... 	Catalina
- Adolfo Linvel
- Orestes Soriani
- Judith Sulian
- Aurelia Ferrer

## Comentarios
La crónica de La Nación dijo: “Calidad y sugestión…fiel interpretación directiva del drama mismo”, Noticias Gráficas destacó “Cuidada y excelente realización de Lucas Demare, quien conduce el relato con segura y eficaz comprensión” y el crítico de Clarín opinó:

”Un hermoso argumento, buenos intérpretes, notable dirección…La técnica concurre en un grad de perfección sin antecedentes en nuestro cine.”

Por su parte Manrupe y Portela escriben:

”Una idea insólita, lenta, demasiado charlada, correctamente resuelta para la época y hoy avejentada.”

## Polémica
En ocasión del estreno de la película el crítico Calki manifestó su rechazo hacia las adaptaciones extranjeras (olvidando que él mismo había firmado el guion de la adaptación de "La piel de zapa", dirigida por Luis Bayón Herrera cuatro años antes) y criticó la realizada por Homero Manzi en esa ocasión. El crítico fue acusado de “enemigo del cine nacional” en panfletos arrojados a la salida de los cines y en agresivas solicitadas, recibiendo por el contrario el apoyo de los medios y la Asociación de Cronistas, quienes se manifestaron en defensa de la libertad de prensa y la autonomía del ejercicio crítico.